# Pedro Mascarenhas
Pedro Mascarenhas (Mértola, Portugal, ca. 1484 - Goa, Índia, 23 de juny de 1555) va ser un navegant, explorador i administrador colonial portuguès. Va ser el primer europeu a descobrir, el 1512, l'illa de Diego Garcia, a l'oceà Índic. En el mateix viatge va trobar l'illa Maurici, tot i que és probable que no fos el primer explorador portuguès en fer-ho, ja que expedicions anteriors, com les de Diogo Dias o Afonso de Albuquerque, pogueren haver-la trobat.

## Biografia
Gràcies a l'impuls donat als viatges d'exploració amb la fundació, el 1499, de la Casa da Índia, destinada a controlar el comerç colonial amb l'Índia, Mascarenhas, fill d'una rica família, va reunir una flota de vaixells amb què va emprendre una sèrie de viatges d'exploració i comerç d'espècies a la costa del nord d'Àfrica i Moçambic.
A finals de 1511, quan es trobava a les proximitats del cap de Bona Esperança, l'aixecament de la regió de Goa, probablement instigats per Adil Shah, que volia alliberar la península Índia del govern de Albuquerque i els portuguesos, va fer que Mascarenhas prengués la iniciativa de separar-se de la flota per trobar una manera més ràpida d'arribar a l'Índia. En aquell moment el camí cap a l'Índia seguia la costa oriental d'Àfrica fins a la costa de Malabar. Mascarenhas va emprendre rumb a l'est en aigües desconegudes i va descobrir algunes illes, com l'Illa de Rodrigues, i en va batejar d'altres, com l'Illa de la Reunió o Maurici, que va anomenar-la Cerne. El 1528 el també navegant portuguès Diogo Rodrigues va batejar l'arxipèlag amb el nom d'illes Mascarenyes.
Mascarenhas va servir com a capità general de la colònia portuguesa de Malaca entre 1525 i 1526. De les seves activitats posteriors, iniciades gràcies al prestigi del seu viatge i els seus descobriments, se sap que va participar en una expedició a Tunísia el 1535 i que va representar els interessos portuguesos davant la Santa Seu després del seu nomenament com a ambaixador del rei Joan III de Portugal el 1538. El 1538 Mascarenhas va servir a la flota del tercer virrei portuguès de les Índies, Garcia de Noronha.
El 1554 Mascarenhas va ser nomenat virrei de l'Índia portuguesa, exercint el seu càrrec des de Goa, la capital de les possessions portugueses a Àsia. Se suposa que va morir nou mesos més tard a la mateixa ciutat, el 1555, als 71 anys. Va ser succeït en el virregnat per Francisco Barreto.